# Pokabius iosemiteus
Pokabius iosemiteus är en mångfotingart som beskrevs av Chamberlin och Wang 1952. Pokabius iosemiteus ingår i släktet Pokabius och familjen stenkrypare. Inga underarter finns listade i Catalogue of Life.